# 蔡自兴
蔡自兴（1938年3月2日—），男，汉族，福建莆田人，中国计算机科学家，中南大学教授，自兴人工智能首席科学家，IEEE Fellow，历任第八届湖南省政协副主席，第九、十届全国政协委员，中国人工智能学会副理事长及智能机器人专业委员会建会会长。主要从事人工智能、进化计算、智能控制、机器人学的研究。

## 生平
蔡自兴生于福建莆田。1957年毕业于莆田一中。1962年毕业于西安交通大学电机工程系工业电气自动化专业。1962至今在中南大学工作。
1983年至1985年以访问学者身份访问美国普渡大学电气工程系和内华达大学雷诺分校电气与计算机工程系。1992年至1993年以高级访问学者身份访问美国伦斯勒理工学院电气、计算机与系统工程系及NASA太空探索智能机器人系统研究中心。1993年被国务院学位委员会批准为博士生导师。2004年4月至7月为俄罗斯科学院圣彼得堡信息学与自动化研究所客座研究员，2007年5月至8月受聘丹麦技术大学客座教授。2016年起湖南自兴人工智能首席科学家。现居湖南长沙。

## 政治參與
蔡自興於1986年8月加入中国国民党革命委员会（簡稱民革）。歷任民革中南工业大学总支部主委，民革湖南省委第八届委员会委员、第九届委员会常委、第十届委员会主任委员、第十一届委员会名誉主任委员。
他還担任過湖南省政协第七届委员会委员、第八届委员会委员、常委、副主席兼文教卫体委员会主任，全国政协第九届、十届委员会委员。2009年出版《建言国是——蔡自兴委员政协提案专辑》。

## 奖项和荣誉
- 2000年获中国机器人学大会“杰出机器人学教育奖”[4]。
- 2003年被评为首届全国高校国家级教学名师[5]。
- 2009年获徐特立教育奖。
- 2014年获吴文俊人工智能科学技术奖成就奖[6]。
- 2017年入选2017年“科睿唯安”全球高被引科学家榜单[7]。
- 2017年被选为电气电子工程师学会会士[8]。